# 34079 Samoylova
34079 Samoylova è un asteroide della fascia principale. Scoperto nel 2000, presenta un'orbita caratterizzata da un semiasse maggiore pari a 2,3708767 au e da un'eccentricità di 0,1273332, inclinata di 6,77754° rispetto all'eclittica.